# 리모트콜 모바일팩
리모트콜 모바일팩은 모바일 장비 진단 및 원격지원 솔루션이다. 주로 기업의 스마트기기 관리 및 통신사와 스마트폰 제조사의 원격지원 앱으로 사용된다. 현재 삼성 및 LG 스마트폰의 기본 탑재되어 출시되고 있으며, 프랑스 브이그 텔레콤에도 솔루션을 제공하고 있다.

## 주요 기능
리모트콜 모바일팩
- 원격 Mobile 화면 공유 및 제어
- Android 및 iOS 실시간 화면 공유
- 3G<->Wi-Fi간 네트워크 자동 전환
- 전화번호 접속 지원
- 모바일 창구 방식 지원 등